# Salkomin
Salkomin je komplexní sloučenina salenu s kobaltnatým kationtem. Tento rovinný komplex, stejně jako mnohé jeho deriváty, se používá jako přenašeč kyslíku a katalyzátor oxidačních reakcí v organické syntéze.

## Příprava a struktura
Salkomin se připravuje reakcí octanu kobaltnatého s salenH2.
Salkomin krystalizuje jako dimer. V této podobě jsou kobaltová centra pentakoordinována s fenolátovými ligandy. Monomerní forma krystalizuje s chloroformem a má rovinné molekuly.
Salkomin působí jako Lewisova kyselina i redukční činidlo. Některé jeho solvatované deriváty na sebe vážou kyslík za vzniku komplexů typů (μ-O2)[Co(salen)py]2 a [Co(salen)py(O2)].

## Použití

Struktura [Co(salen)(dmf)]_{2}O_{2}

V roce 1938 bylo zjištěno, že salkomin na sebe může vratně vázat molekuly O2. Tento objev vedl k rozsáhlému výzkumu a bylo nalezeno několik dalších podobných komplexů použitelných k zachycování či přenosu kyslíku. Solvatované deriváty salkominu, například adukty s chlormravenčany nebo dimethylformamidem, na sebe mohou navázat 0,5 ekvivalentů kyslíku:
2 Co(salen) + O2 → [Co(salen)]2O2
Salkomin katalyzuje oxidaci 2,6-disubstituovaných fenolů dikyslíkem.